# Francis Humphrys
Sir Francis Henry Humphrys (Oswestry, 24 aprile 1879 – 28 agosto 1971) è stato un diplomatico inglese.

## Biografia
Figlio di un assistente responsabile della Oswestry School, Humphrys studiò alla Shrewsbury School, dove fu capitano della squadra di cricket, e al collegio Christ Church dell'università di Oxford. 
Nel 1907 sposò Gertrude Mary Deane, nota come "Gertie", figlia maggiore di Sir Harold Deane; ebbero tre figli.

## Carriera
Dopo la laurea a Oxford nel 1900, si arruolò al Worcestershire Regiment e combatté nella seconda guerra boera. Dopo la guerra, nel febbraio 1902, entrò nel personale dell'Indian Army e, nel mese di ottobre, lasciò il suo reggimento e venne trasferito all'esercito indiano. Durante la prima guerra mondiale venne trasferito sul fronte occidentale, anche se verso la fine del conflitto servì con una commissione temporanea della Royal Air Force. Nel 1919 tornò in India, prima come agente politico e poi, nel 1921, come viceministro degli esteri nel governo indiano.
A seguito del trattato di Kabul, nei primi mesi del 1922 fu nominato primo ambasciatore dell'Afghanistan. Nel 1929 fu nominato alto commissario nel Regno dell'Iraq, allora sotto amministrazione britannica. A seguito del trattato anglo-iracheno, il 3 ottobre 1932 l'Iraq divenne un regno indipendente e Humphrys divenne il primo ambasciatore britannico in Iraq.
Nel 1935 si ritirò dal servizio diplomatico e fu nominato presidente di un tribunale dello zucchero, che portò alla creazione della British Sugar Corporation, di cui fu presidente (1936-1949). Fu anche direttore di diversi altri aziende e presidente della Iraq Petroleum Company (1941-1950).